# 梅德瓦德
梅德瓦德是德国石勒苏益格－荷尔斯泰因州的一个市镇。总面积3.10平方公里，总人口767人，其中男性391人，女性376人（2011年12月31日），人口密度247人/平方公里。